# Statsrådets finansutskott
Ej att förväxla med Finlands riksdags finansutskott.
Statsrådets finansutskott är i Finland ett permanent ministerutskott, där statsministern tjänstgör som ordförande och till vilket hör ytterligare finansministern, andra finansministern om en sådan har utsetts och två övriga ministrar, av vilka den ena förordnas av statsrådet och den andra är den minister till vars ansvarsområde det ärende som skall behandlas hör. Vid behov förordnar statsrådet ytterligare två ministrar till ledamöter i utskottet. 
I finansutskottet undergår en stor del av de ärenden som skall avgöras av statsrådet en förberedande behandling före föredragningen vid statsrådsplenum, som dock i motsats till ett enskilt ministerium kan fatta beslut som strider mot utskottets utlåtande. Finansutskottet kan även ge utlåtanden om ärenden av finansiell natur som är uppe till behandling inom något ministerium.